# Valdis Dombrovskis
Valdis Dombrovskis (sinh ngày 5 tháng 8 năm 1971) là một nhà chính trị, đồng thời ông còn là thủ tướng Latvia từ năm 2009 đến năm 2013.. Ngày 27 tháng 11 năm 2013, ông đã từ chức sau khi xảy ra vụ sập trần siêu thị Riga.
Valdis Dombrovskis đã giữ chức vụ Bộ trưởng tài chính giai đoạn 2002 đến 2004 và là một đại biểu Nghị viện châu Âu đại diện cho Đảng kỷ nguyên mới

## Tiểu sử
Sinh ở Riga trong một gia đình gốc Ba Lan, Dombrovskis tốt nghiệp cử nhân kinh tế dành cho các kỹ sư từ Đại học Kỹ thuật Riga vào năm 1995 và có bằng thạc sĩ vật lý từ Đại học Latvia năm 1996.
Ông đã làm trợ lý phòng thí nghiệm tại Viện Vật lý của Đại học Mainz ở Mainz, Đức, từ năm 1995 đến năm 1996, và một trợ giảng tại Viện vật lý trạng thái rắn của Đại học Latvia năm 1997, và trợ lý nghiên cứu tại Trường Công nghệ công trình A. James Clark tại Đại học Maryland, College Park, năm 1998.